# Leford Green
Leford Green (Saint Mary, 14 november 1986) is een Jamaicaanse atleet, die is gespecialiseerd in de 400 m en de 400 m horden. Hij nam eenmaal deel aan de Olympische Spelen, maar won bij die gelegenheid geen medailles.

## Biografie
Op de wereldkampioenschappen atletiek 2007 in Osaka behaalde hij een op de 4 x 400 m estafette met zijn teamgenoten Michael Blackwood, Ricardo Chambers en Sanjay Ayre een vierde plaats in een tijd van 3.00,76.
In 2010 maakte Green de overstap naar de 400 m horden. Deze overstap pakte goed uit: bij de grote mondiale toernooien kon hij nu ook individueel deelnemen. Zo bereikte hij bij de wereldkampioenschappen van Daegu de halve finales, waar hij uitgeschakeld. Hij werd datzelfde toernooi derde met de 4 x 400 m estafetteploeg. In 2012 werd Green in de finale van de Olympische Spelen van Londen zevende op de 400 m horden. In 2013 werd hij uitgeschakeld in de halve finales van de wereldkampioenschappen van Moskou.
Leford Green studeerde aan de Kingston College en het Johnson C. Smith University.

## Persoonlijke records
Outdoor
| Onderdeel    | Prestatie | Datum         | Plaats    |
| ------------ | --------- | ------------- | --------- |
| 200 m        | 20,61 s   | 18 maart 2011 | Charlotte |
| 400 m        | 45,46 s   | 26 juni 2011  | Kingston  |
| 400 m horden | 48,47 s   | 27 juli 2010  | Mayagüez  |

Indoor
| Onderdeel | Prestatie | Datum            | Plaats      |
| --------- | --------- | ---------------- | ----------- |
| 200 m     | 21,40 s   | 22 februari 2008 | Blacksburg  |
| 300 m     | 33,73 s   | 30 januari 2010  | Chapel Hill |
| 400 m     | 46,38 s   | 12 maart 2011    | Albuquerque |

## Palmares

### 400 m
- 2004: 5e Centraal-Amerikaanse en Caraïbische juniorenkamp. - 49,17 s
- 2005:  CARIFTA Spelen U20 - 47,52 s
- 2006: 12e in ½ fin. Centraal-Amerikaanse en Caraïbische Spelen - 47,14 s
- 2007: 14e in ½ fin. Pan-Amerikaanse Spelen - 46,80 s
- 2009: 10e in series Centraal-Amerikaanse en Caraïbische kamp. - 47,11 s

### 400 m horden
Kampioenschappen
- 2010:  Centraal-Amerikaanse en Caraïbische Spelen - 48,47 s
- 2011:  Centraal-Amerikaanse en Caraïbische kamp. - 49,03 s
- 2011: 11e in ½ fin. WK - 49,29 s
- 2012: 7e OS - 49,12 s
- 2013: 10e in ½ fin. WK - 48,88 s

Diamond League-podiumplekken
- 2012:  DN Galan – 48,97 s

### 4 x 100 m estafette
- 2006:  Centraal-Amerikaanse en Caraïbische Spelen[1] - 39,35 s

### 4 x 400 m estafette
- 2004:  Centraal-Amerikaanse en Caraïbische juniorenkamp. - 3.12,92
- 2005:  Pan-Amerikaanse juniorenkamp. - 3.08,64
- 2006:  Noord-Amerikaanse, Centraal-Amerikaanse en Caraïbische U23 kamp. - 3.03,86
- 2006:  Centraal-Amerikaanse en Caraïbische Spelen - 3.01,78
- 2007: 6e Pan-Amerikaanse Spelen - 3.04,15
- 2007: 4e WK - 3.00,76
- 2009:  Centraal-Amerikaanse en Caraïbische kamp. - 3.04,09
- 2009: 11e in series WK - 3.04,45
- 2010:  Centraal-Amerikaanse en Caraïbische Spelen - 3.01,68
- 2011:  Centraal-Amerikaanse en Caraïbische kamp. - 3.02,00
- 2011:  WK - 3.00,10